# V kůži Johna Malkoviche
V kůži Johna Malkoviche (Being John Malkovich) je drama z roku 1999 natočené na námět Charlie Kaufmana v režii Spike Jonze. Hrají v něm hvězdy John Cusack, Cameron Diaz, Catherine Keener a John Malkovich, který hraje v fikci sám sebe. Za stereotypní zápletkou milostného mnohoúhelníku a sexuálního sebehledání pestře zdobenou drsnými vtipy a absurdními obrazy vyplouvají na hladinu divákovy mysli filozofické otázky o autonomii našeho vědomí, nebo dvojakosti mysli a těla a smyslového vnímání, či psychologické narážky na to, nakolik osobnost ovlivňuje podvědomí a zážitky z dětství hluboko zanořené v paměti. Umělec se pro svou maniakální posedlost uměním a v touze po uznání svého ega stává pouhým násilnickým parazitem, ovládajícím vůli své oběti. Příběh nepřináší jednoznačné poselství, ale mnoho námětů k přemýšlení. Film lze řadit po bok velkých děl americké kinematografie, získal mnoho ocenění a filmových cen z celého světa.

## Zápletka
Craig Schwartz (John Cusack) je neúspěšný loutkář, žijící v zřejmě beznadějném manželství se ženou Lotte (Cameron Diaz) šíleně zamilovanou do chování zvířat. Po neúspěšných pokusech uživit se jako loutkář získá zaměstnání v poněkud zvláštní firmě Dr. Lestera (Orson Bean) v LesterCorp, která sídlí v 7 ½ patře mrakodrapu Mertina Flemmera v New Yorku. Craig Schwartz při práci objeví tajemné dvířka ve své kanceláři, portál který vede do mysli herce Johna Horatia Malkoviche (John Malkovich). Zde bude schopen sledovat a vnímat totéž co Malkovich. O patnáct minut později je katapultován z jeho mysli a ocitne se v příkopu u dálnice na New Jersey. Poví o portálu své spolupracovnici Maxin (Catherine Keener), do které je zamilovaný a řekne Maxin, že cítí, že nedokáže žít jako dřív. Maxin, která si s ním hraje jako kočka s myší, mu pohrdavě ukáže na otevřené okno a odejde. Zlomený Craig řekne o portálu své manželce Lotte a přivede ji do něj. Ta se do Malkowiche dostane ve chvíli, kdy je ve sprše a prohlásí, že pocítila změnu ve své sexuální orientaci. Cítí se jako transsexuál a chce se nechat operovat. O zážitku mluví před Maxine a chce znovu do mysli herce Malkowiche. Maxin si domlouvá se s Craigem na možnosti nabízet zájemcům jako atrakci návštěvu nitra herce Malkoviche (stát se Malkovichem na 15 minut) za 200 $. Vše vypadá nadějně. Chvilku potom si vrtkavá Maxin s Malkowichem smluví schůzku.

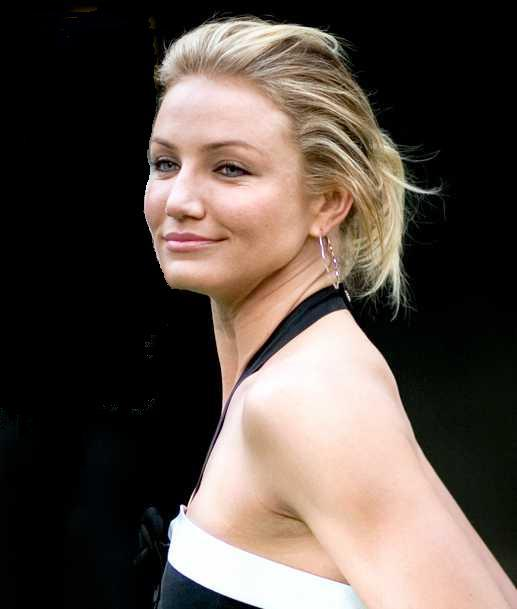
Cameron Diaz přijala roli ztřeštěné zamilované transsexuálky Lotte

Při souloži s Malkowichem (s Lotte uvnitř Malkowiche) jej oslovuje jako „Lotte“. Následně je Craig Schwartz opuštěn oběma ženami, které spolu sdílejí lásku (transsexuálka Lotte je fyzicky přitahována Maxine) skrze tělo herce Malkowiche. Craig je zničený. Ztratil všechno. Craig tedy donutí Lotte po telefonu přesvědčit Maxine, aby si smluvila schůzku s Malkowichem. Potom Craig svou ženu Lotte zamkne do klece na opici a vstoupí skrze portál do mysli Malkowiche místo Lotte. Loutkář Craig zjistí, že je schopen kontrolovat Malkowiche tak, že si dělá a myslí si přesně co Craig chce. Malkowich myslí, že začíná být paranoidní. S podezřením, že jej nějak omámila, sleduje Maxine a objeví kancelář plnou zájemců o výlet do jeho hlavy (do hlavy Malkowiche). Trvá na výletu do své vlastní hlavy. Ocitne se v restauraci. Žena naproti němu zvedne hlavu. Má jeho (Malkowichův) obličej. Malkowich? zeptá se. Malkowich přikývne a žena řekne číšníkovi: Malkowich. Číšník, který má také obličej stejný jako herec Malkowich, se Malkowiche zeptá Malkowich? V té chvíli Malkowich vykřikne. „Malkowich!“ ozve se místo jeho slov a číšník znovu přikývne. Malkowich, řekne číšník a poznamená si domnělou objednávku. Herec Malkowich se rozhlíží a zmatený vidí, že ženy, muži i děti mají různé těla, ale jednotný obličej. Jeho obličej. Vyskočí a běží ven, jediné co všichni kolem říkají je: Malkowich. Malkowich? Malkowich! Jediné slovo, které je napsáno na vývěskách a tabulích, v novinách je: Malkowich. Když je herec Malkowich vystřelen z portálu do příkopu u dálnice, nachází Craiga Schwartze. Malkovich rozzlobeně požaduje, aby Schwartz portál uzavřel, ale ten odmítá.

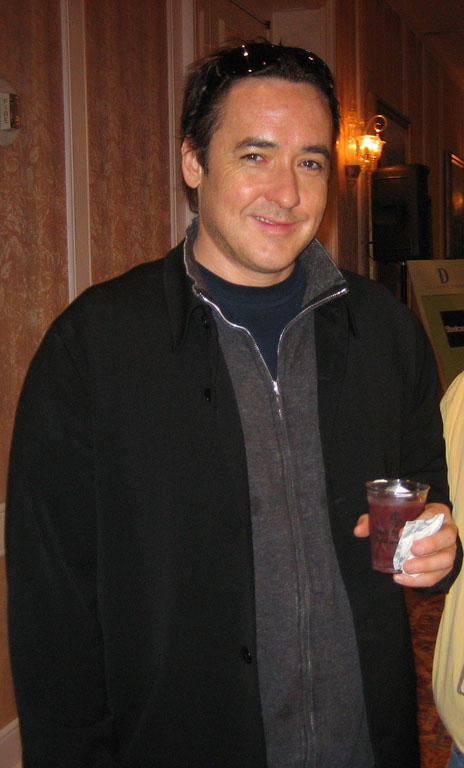
John Cusack si zahrál oligofrenického Craiga Schwartze

Craig Schwartz se vrací domů k manželce Lotte trpící v kleci. Sklíčený a se slovy o pochybách o své povaze, o zradě svého lidství osvobozuje Lotty a podá jí telefon, aby si domluvila schůzku s vytouženou Maxime. Lotte to udělá. V příští chvíli je opět v kleci s ústy přelepenými páskou na koberce a Craig Schwartz v hlavě Malkowiche. Oblíbený opičák ale pomůže Lotte z klece. První co Lotte poté co vyvázne z pout udělá, je že zatelefonuje své Maxime, aby ji varovala. Nestálá Maxime překvapivě Craiga v těle Malkowiche vítá. Craig jí předvádí, jak Malkowiche ovládá a jako loutkář s loutkou si hraje s jeho tělem.
Lotte je zničená. Zoufalá. Navštíví Dr. Lestera (zaměstnavatel Craiga Schwartze a majitel firmy kde je vchod do portálu). Lotte se dozvídá, že Dr. Lester je dobře informován o portálu a používá jej k prodloužení života a cestuje z jednoho těla do druhého, než se portál do těla ve čtyřiceti letech v dospělosti uzavře a přesune na jinou osobu. Dr. Lester jí prozradí, že je vlastně Mertina Flemmera, že portál objevil a odhalí Lotte svůj plán na využití Malkoviche jako hostitele pro sebe a několik jeho přátel. Upozorní, že nyní bude těžké Craiga Schwartze vytlačit z portálu. Lotte sleduje po necelém roce televizi a zdrcená pozoruje úspěch Craiga Schwartze, který využil popularity Malkowiche k zahájení loutkařské kariéry. Craig jako Malkowich je zdá se na životním vrcholu a v těle Malkowiche čeká se šťastnou Maxime dítě. Lotte ztratila vše.
Craig – Malkowich se oslavován vrací z loutkového představení domů. Dům je ale prázdný. Gravidní Maxime unesli. Únosci vyžadují jediné. Aby Craig okamžitě opustil tělo Malkowiche. Ten je nerozhodný. Unesená gravidní Maxime se rozhodne utéct únoscům a utíká portálem do nitra Malkowichovy mysli, aby našla Craiga – Malkowiche. Je pronásledovaná ozbrojenou rozzlobenou nenávidící Lotte. Prchají Malkowichovými vzpomínkami, které jej ukazují jako vysmívané, zoufalé, odstrčené, utlačované dítě, pochybující samo o osobě, plné zmatků, pochyb, strachu a samoty (jsem divnej, jsem divnej…). Nakonec obě dvě Malkowichova mysl vyplivne do příkopu u dálnice. Maxime se svěřuje rozzuřené ozbrojené Lotte, že má její dítě. Že jej počala, když v Malkowichovi byla Lotte. Obě se smíří. Chvilku po nich opustí Malkowiche Craig Schwartz. Dvojice žen mu ale ukáže záda a pošle ho do háje.
Malkovichovo nitro je osídleno a ovládáno skupinou senilnících důchodců a uzavírá se. Malkowichova jedinečná osobnost, jeho mysl, je nyní navždy mrtva. V téměř happyendovém konci se rozzlobený Craig Schwartz vrací do portálu, aby jako velký loutkář opět ovládl Malkowiche, ale osídlí už nitro Malkowichovy dcery (která se narodila Maxime), takže může jen bezmocně pozorovat štěstí Lotty a Maxime jejíma očima (znázorněno diagramem, jako vězeň jejího těla).

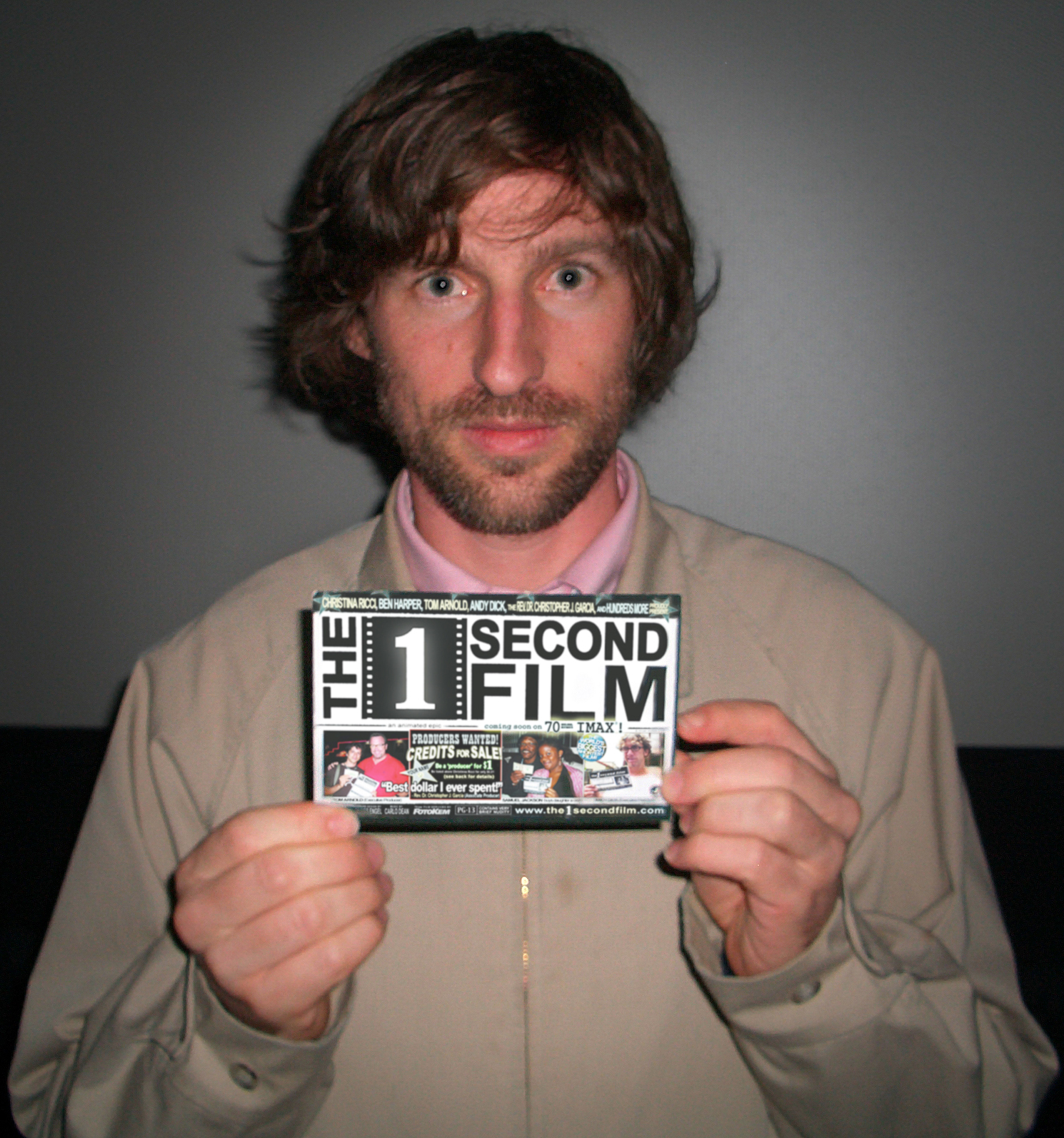
Režisér Spike Jonze

## Hodnocení
Film obdržel velmi pozitivní recenze od kritiků a 92% hodnocení na webu Rotten Tomatoes
„…Being John Malkovich is both funny and smart, featuring a highly original script.“ V kůži Johna Malkoviche je zábavný i chytrý film s velmi originálním scénářem.)
Zařadil se na 441. stupínek v magazínu Empire v roce 2008 na seznam 500 největších filmů všech dob. Film byl široce chválen pro svou originalitu, a to jak pokud jde o předlohu, která vynesla Kaufmanovi cenu  Independent Spirit Award for Best First Screenplay – cenu za nejlepší první scénář, a Jonze za režii. Kaufman mísí skutečnosti a fikci, na což navazuje v dalším filmu s Jonze, Adaptation., který byl nominován na Oscara v roce 2003.

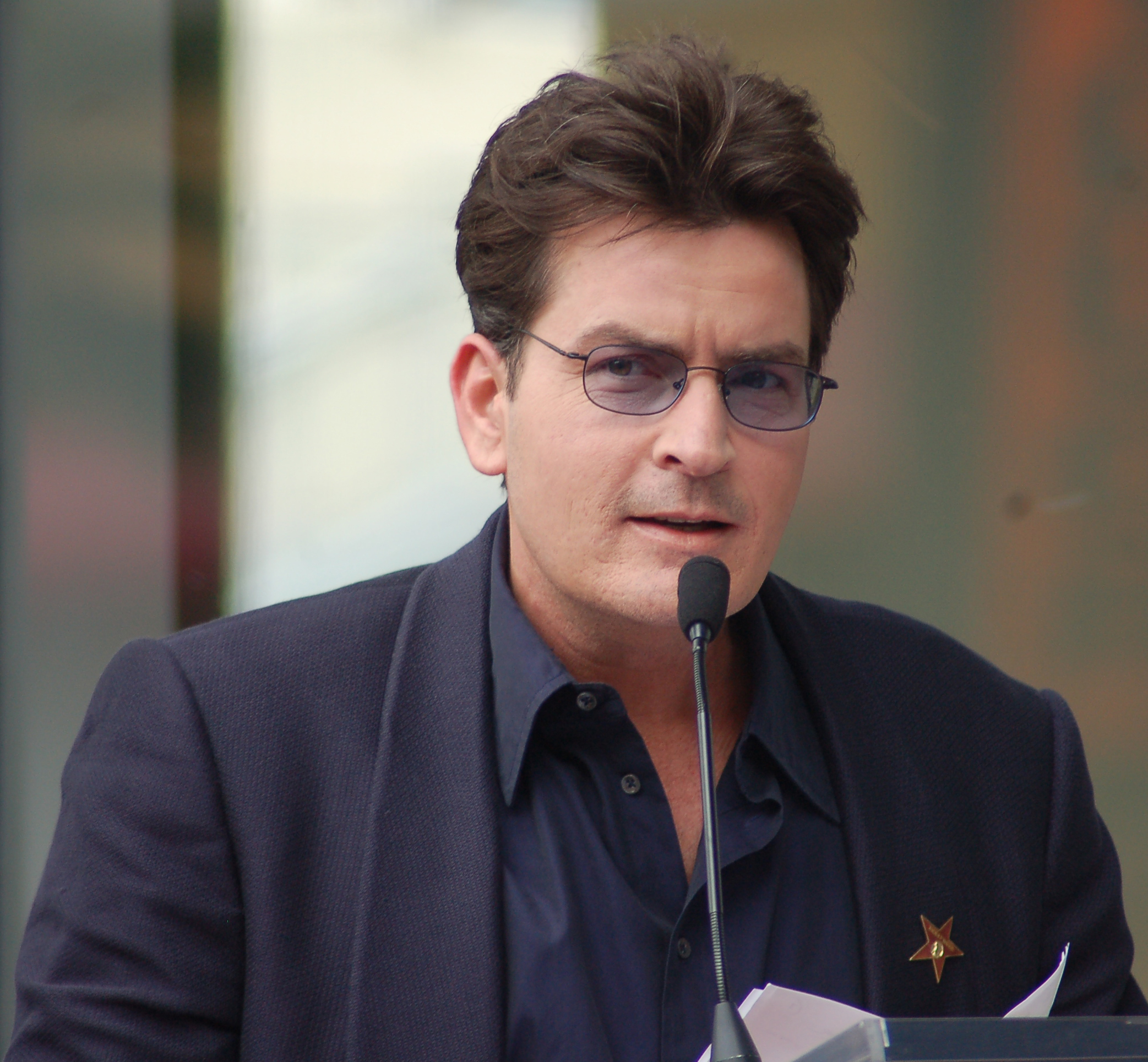
Ve vedlejší roli, jako přítel a důvěrník Johna Malkoviche hraje i Charlie Sheen

## Vedlejší role
V režii Spike Jonze vystupuje ve filmu mnoho známých hvězd. Brad Pitt například v druhořadé roli, jako uražená hvězda v pozadí Malkovichovy kariéry. Zdá se, jako by chtěl říct něco dříve, než skončí záběr. Sean Penn také objeví ve filmu jako fanoušek Malkovichovy loutkářské práce. Filmový režisér David Fincher vystupuje jako Christopher Bing v pseudo dokumentu o Johnovi Malkovichovi. Charlie Sheen se zobrazí jako Malkovichův nejlepší přítel a důvěrník. Winona Ryder, Andy Dick, a členové Hanson, je možné vidět v publiku Malkovichova loutkového divadla.

## Ceny
- Film byl nominován na Oscara: za nejlepší režii, nejlepší vedlejší ženskou roli, (Catherine Keener) a nejlepší dramaturgii.
- 2000 – Zlatý Glóbus pro nejlepší herečku ve vedlejší roli ve filmu V kůži Johna Malkoviche získala Cameron Diaz
- Cézar

a mnoho dalších ocenění .